# ویکتور جی کمپر
ویکتور جی کمپر (انگلیسی: Victor J. Kemper؛ زادهٔ ۱۴ آوریل ۱۹۲۷) یک مدیر فیلم‌برداری اهل ایالات متحده آمریکا است.
وی همچنین برنده جوایزی همچون جایزه امی ساعات پربیننده شده است.